# Hydrovatus sharpi
Hydrovatus sharpi là một loài bọ cánh cứng trong họ Bọ nước. Loài này được Branden miêu tả khoa học năm 1885.